# Canton du Biot
Le canton du Biot est un ancien canton français, situé dans le département de la Haute-Savoie. Le chef-lieu de canton se trouvait au Biot. Il disparait lors du redécoupage cantonal de 2014 et les communes rejoignent le nouveau canton d'Évian-les-Bains.

## Composition
Le canton du Biot regroupe les communes suivantes :
| Nom                 | Code Insee | Intercommunalité    | Superficie (km2) | Population (dernière pop. légale) | Densité (hab./km2) |
| ------------------- | ---------- | ------------------- | ---------------- | --------------------------------- | ------------------ |
| Le Biot (chef-lieu) | 74034      | CC du Haut-Chablais | 13,18            | 546 (2014)                        | 41                 |
| La Baume            | 74030      | CC du Haut-Chablais | 16,91            | 292 (2014)                        | 17                 |
| Essert-Romand       | 74114      | CC du Haut-Chablais | 6,78             | 509 (2014)                        | 75                 |
| La Forclaz          | 74129      | CC du Haut-Chablais | 4,04             | 223 (2014)                        | 55                 |
| Montriond           | 74188      | CC du Haut-Chablais | 24,71            | 898 (2014)                        | 36                 |
| Morzine             | 74191      | CC du Haut-Chablais | 44,10            | 2 893 (2014)                      | 66                 |
| Seytroux            | 74271      | CC du Haut-Chablais | 18,44            | 475 (2014)                        | 26                 |
| Saint-Jean-d'Aulps  | 74238      | CC du Haut-Chablais | 40,19            | 1 225 (2014)                      | 30                 |
| La Vernaz           | 74295      | CC du Haut-Chablais | 7,78             | 314 (2014)                        | 40                 |

## Histoire
Lors de l'annexion du duché de Savoie à la France révolutionnaire en 1792, la vallée du Biot est organisée en canton avec Le Biot pour chef-lieu, au sein du département du Mont-Blanc, dans le district de Thonon. Ce nouveau canton comptait six communes : Le Biot ; La Forclaz ; Montriond ; Morzine ; Saint-Jean-d'Aulps et La Vernaz, avec 5 923 habitants. Avec la réforme de 1800, le canton disparaît et les communes sont associés à un nouveau canton de Saint-Jean-d'Aulph (6 communes), au sein de l'arrondissement communal de Thonon, dans le nouveau département du Léman.
En 1814, le duché de Savoie retourne dans le giron de la maison de Savoie. Le canton français du Biot devient dans la nouvelle organisation de 1816 un mandement sarde comprenant toujours les six mêmes communes, au sein de la province du Chablais. La nouvelle réforme de 1818 ne modifie pas l'organisation du mandement. En 1837, le mandement du Biot augmente d'une commune, Seytoux, et la province du Chablais appartient à la nouvelle division administrative d'Annecy.
Au lendemain de l'Annexion de 1860, le duché de Savoie est réunis à la France et retrouve une organisation cantonale, au sein du nouveau département de la Haute-Savoie (créé par décret impérial le 15 juin 1860). Le canton du Biot est à nouveau créé autour de neuf communes. Ce nombre reste inchangé jusqu'au redécoupage cantonal de 2014 où le canton disparaît au sein du nouveau canton d'Évian-les-Bains.

## Représentation

### Conseillers généraux de 1861 à 2015
| Période | Période          | Identité                            | Étiquette               | Qualité |
| ------- | ---------------- | ----------------------------------- | ----------------------- | --- |
| 1861    | 1875 (démission) | Félix Jordan                        | Bonapartiste            | Avocat, propriétaire à Saint-Jean-d'Aulps                                                                     |
| 1875    | 1877             | Comte Amédée de Foras               | Républicain Légitimiste | Propriétaire du château de Thuyset à Thonon                                                                   |
| 1877    | 1884 (décès)     | Edouard Andrier (neveu de F.Jordan) | Républicain             | Notaire, maire d'Évian                                                                                        |
| 1884    | 1889             | Ernest Tavernier                    | Républicain             | Directeur du Crédit Foncier d'Annecy                                                                          |
| 1889    | 1891 (démission) | Claude François Garnier             | Boulangiste             | Médecin, maire de Montriond                                                                                   |
| 1889    | 1895             | Maurice Jordan                      | Droite                  | Avocat à Thonon                                                                                               |
| 1895    | 1901             | Ernest Tavernier                    | Républicain             | Directeur du Crédit Foncier à Annecy                                                                          |
| 1901    | 1911 (décès)     | Armand Phal                         | Droite                  | Conservateur des Eaux et Forêts en retraite Maire de La Baume                                                 |
| 1911    | 1931             | François Baud père (1860-1939)      | Modéré                  | Notaire à Saint-Jean-d'Aulps                                                                                  |
| 1931    | 1940             | Claudius Baud                       | Rad.                    | Enseignant à Thonon-les-Bains, propriétaire à Morzine                                                         |
|         |                  |                                     |                         | |
| 1942    | 1945             | François Baud fils                  | Modéré                  | Docteur en médecine Maire de Morzine (1938-1944), nommé Conseiller départemental par le Gouvernement de Vichy |
|         |                  |                                     |                         | |
| 1945    | 1946 (décès)     | Claudius Baud                       | DVD                     | Enseignant, Morzine                                                                                           |
| 1946    | 1951             | Pierre Vulliez                      | DVD                     | Serrurier - Maire d'Essert-Romand (1947-1953)                                                                 |
| 1951    | 1970             | Robert Morel                        | MRP puis RI             | Maire de La Forclaz Député-suppléant de Georges Pianta                                                        |
| 1970    | 1994             | Louis Bondaz                        | CD puis UDF-CDS         | Agent d'assurances                                                                                            |
| 1994    | 2001             | Georges Vulliez                     | DVD                     | Cadre supérieur Maire de Montriond                                                                            |
| 2001    | 2015             | Denis Bouchet                       | DVD                     | Agent immobilier Ancien Maire des Gets Vice-Président du Conseil Général                                      |

### Conseillers d'arrondissement (de 1861 à 1940)
| Période                                  | Période | Identité               | Étiquette | Qualité |
| ---------------------------------------- | ------- | ---------------------- | --------- | --- |
| 1922                                     | 1927    | Prosper Réquet         |           | Maire de Morzine                                                                                            |
| 27 mars 1927                             | 1934    | Joseph Cottet-Dumoulin | Rad.      | Propriétaire, maire de Saint-Jean-d'Aulps                                                                   |
| 1934                                     | 1940    | Francis Favre          | SE        | Publiciste à Paris                                                                                          |
| 1940                                     |         |                        |           | Les conseils d'arrondissement ont été suspendus par la loi du 12 octobre 1940 et n'ont jamais été réactivés |
| Les données manquantes sont à compléter. |         |                        |           | |